# Chivor
Chivor – miasto w Kolumbii, w departamencie Boyacá.